# Andreas Lindt
Andreas Lindt (* 2. Juli 1920 in Meiringen; † 9. Oktober 1985 in Sigriswil) war ein Schweizer evangelischer Geistlicher und Hochschullehrer.

## Leben

### Familie
Andreas Lindt entstammt der Familie Lindt, die ursprünglich aus Windecken stammt. Er war das älteste Kind des Pfarrers Robert Karl Lindt (* 1893; † 1948) und dessen Ehefrau Gertrud (geb. Barth) (* 1896 in Basel); er hatte noch drei weitere Geschwister:
- Katharina Lindt (* 1921);
- Jakob Lindt (* 1925);
- Johanna Lindt (* 1927 in Bern; † 20. Dezember 2018)[2], verheiratet mit dem Pfarrer Albert Walter Franz von Fellenberg (* 13. September; † 31. Januar 2020)[3].

Sein Grossvater war Johann Friedrich Barth (* 25. Oktober 1856 in Basel; † 25. Dezember 1912 in Bern), Professor für ältere und mittlere Kirchengeschichte sowie Neues Testament an der Universität Bern; sein Onkel war der Theologe Karl Barth.
Andreas Lindt war seit 1950 mit Ruth, Tochter des Pfarrers Alphons Koechlin (* 6. Januar 1885 in Basel; † 8. Mai 1965 ebenda), verheiratet.

### Werdegang
Er studierte in der Zeit des Zweiten Weltkrieges Theologie an den Universitäten Neuenburg, Bern und Basel; in dieser Zeit prägte ihn das intensive Miterleben des deutschen Kirchenkampfes und der Eindruck der starken Öffentlichkeitswirkung seines Onkels Karl Barth Ende der 1930er Jahre gegen Adolf Hitlers Propagandareden für den Nationalsozialismus. Von 1943 bis 1966 übte er das Vikariat und Pfarramt in Worb und Pratteln aus; er bestand 1945 sein Staatsexamen. Er war darauf von 1966 bis 1970 Rektor der kirchlich-theologischen Schule in Basel 1957 promovierte er mit einer Arbeit zu Leonhard Ragaz zum Dr. theol. und wurde 1963, nach seiner Habilitation mit einer Arbeit über den Kulturkampf in der Kirchengeschichte, Privatdozent für Kirchengeschichte an der Universität Bern.
1971 erhielt er seine Berufung als ordentlicher Professor für neuere Kirchengeschichte an der Universität Münster in Westfalen; 1974 kehrte er als Professor auf den  Lehrstuhl für neuere Kirchengeschichte, Konfessionskunde und Theologiegeschichte an die Universität Bern zurück. Anlässlich seines 65. Geburtstages trat er 1985 von seinem akademischen Lehramt zurück und verstarb während der Teilnahme eines Symposiums der Schweizerischen Geisteswissenschaftlichen Gesellschaft noch im gleichen Jahr. Ende September 1985 war er noch als einladender Veranstalter, Gesprächsleiter und Referent Mittelpunkt einer wissenschaftlichen Tagung, die unter dem Titel Die Zeit nach 1945 als Thema kirchlicher Zeitgeschichte stand und die evangelischen und römisch-katholischen Kommissionen für kirchliche Zeitgeschichte zum ersten Mal zusammenführte.

### Öffentliches und schriftstellerisches Wirken
Bereits 1942 kritisierte er die durch den Bundesrat Eduard von Steiger zu verantwortende Schliessung der Schweizer Grenzen gegenüber (jüdischen) Flüchtlingen als Schandfleck und brachte seine Haltung auf den Nenner: Rationierte Menschlichkeit ist keine Menschlichkeit mehr.
Im Zentrum seines wissenschaftlichen Werkes standen die neuere und neueste Kirchengeschichte sowie die Geschichte und Theologie der Ökumene. Neben seinem Hauptwerk Das Zeitalter des Totalitarismus von 1981 verfasste er grundlegende Studien und Editionen zum religiösen Sozialismus, zur Geschichte des Kulturkampfes und zur Geschichte des Pietismus. So verdankt die Forschung zur Geschichte und Theologie des Religiösen Sozialismus ein gründliches Buch über Leonhard Ragaz und eine sorgfältige Edition von Hermann Kutters Briefwechsel. Er beschäftigte sich auch mit Fragen der Ökumene und verfasste eine Studie über Papst Johannes XXIII. und einen Beitrag zur Textsammlung Kirchen- und Theologiegeschichte in Quellen.
Zum Kirchenkampf in Deutschland hat er den Briefwechsel zwischen seinem Schwiegervater Alphons Koechlin und George Kennedy Allen Bell, dem Bischof von Chichester, und schliesslich sein Werk Das Zeitalter des Totalitarismus. Politische Heilslehren und ökumenischer Aufbruch veröffentlicht.
Seine Veröffentlichungen über die Auseinandersetzung und schliessliche Begegnung zwischen Christian Friedrich Spittler und Wilhelm Martin Leberecht de Wette sowie ein Essay über Spittlers Gesamtwerk, belegen die Bedeutung, die er dem Pietismus und im Besonderen der Erweckungsbewegung beigemessen hat.

## Mitgliedschaften
- Andreas Lindt war Angehöriger der Gesellschaft zu Mittellöwen
- Andreas Lindt war Mitglied der Studentenverbindung Zofingia.[8]
- Er war Mitglied der Historischen Kommission zur Erforschung des Pietismus.

## Schriften (Auswahl)
- Leonhard Ragaz. Eine Studie zur Geschichte und Theologie des religiösen Sozialismus. Zollikon 1957.
- Protestanten – Katholiken, Kulturkampf: Studien zur Kirchen- und Geistesgeschichte des neunzehnten Jahrhunderts. Zürich 1963.
- Vom Beitrag der Kirchen zur politischen Bildung. 1966.
- Dietrich Bonhoeffer und der Weg vom christlichen Glauben zum politischen Handeln. 1967.
- Der schweizerische Protestantismus in der Sicht schweizerischer Katholiken: Einleitende Gedanken zur Umfrage der „Reformatio“. Benteli, Bern 1967.
- Jesuiten- und Klosterverbot in der Bundesverfassung, einst und jetzt. Schaffhausen, 1969.
- (als Hrsg.) George Bell, Alphons Koechlin, Briefwechsel, 1933-1954. EVZ-Verlag, Zürich 1969.
- Zofingerideale, christliches Bewusstsein und reformierte Theologie 1819–1918. Bern, 1969.
- Luther und die „Schwärmer“. Bern 1970.
- Der Kulturkampf im Berner Jura. In: Berner Zeitschrift für Geschichte und Heimatkunde, Jg. 32, H. 1 (1970), S. 1–12.
- Friedrich Naumann und Max Weber: Theologie und Soziologie im wilhelminischen Deutschland. Chr. Kaiser, München 1973.
- mit Kurt Stalder: Hundert Jahre Christkatholisch-theologische Fakultät der Universität Bern. Bern, 1974.
- (als Hrsg. mit Klaus Deppermann:) Pietismus und Neuzeit: Jahrbuch 1976 zur Geschichte des neueren Protestantismus. Bielefeld: Luther-Verlag, 1977.
- Reformation und Ökumene. Verlag Historischer Verein des Kantons Bern, Bern 1980.
- Das Zeitalter des Totalitarismus. Stuttgart 1981.
- mit Lukas Vischer, Albert Gasser, Rolf Weibel-Spirig: Kirchengeschichtsschreibung: konfessionell oder ökumenisch? Benziger, Zürich 1982.
- mit Jan Milič Lochman, Victor Conzemius: Comenius. Freiburg, Schweiz: Imba Verlag, 1982.
- Die "Evangelische Gesellschaft" in der bernischen Gesellschaft und Geschichte des 19. Jahrhunderts. Bern: Wyss, 1982.
- (als Hrsg. mit Max Geiger): Hermann Kutter in seinen Briefen 1883-1931. München: C. Kaiser, cop. 1983.
- Karl Bernhard Hundeshagen und Bern: ein deutscher Theologe in der Frühzeit der Berner Universität. Bern 1984.
- Status Confessionis: Fragen werden zu Bekenntnisfragen; Gutachten verfasst im Auftrag des Synodalrates. Bern: P. Haupt, 1985.
- mit Alex Carmel: Der Bankier Johannes Frutiger und seine Zeitgenossen: Entstehen und Untergang der Basler Firma C.F. Spittler in Jerusalem. Göttingen 1985.
- Status confessionis des questions qui deviennent des questions de foi. Bern 1985.
- Der schweizerische Protestantismus – Entwicklungslinien nach 1945[9]. In: Victor Conzemius et al. (Hrsg.): Die Zeit nach 1945 als Thema kirchlicher Zeitgeschichte. Göttingen 1988, S. 61–71.